# Epoxidová pryskyřice
 Epoxidová pryskyřice  je polymerní materiál syntetického původu. Patří mezi tzv. reaktoplasty. Jedná se o pryskyřičné látky s více než jednou epoxidovou vazbou. Ty vynikají velmi dobrou adhezí k celé řadě materiálů a po vytvrzení (o vytvrzení více níže) dalšími podstatnými vlastnostmi: chemickou odolností, tvarovou stálostí (včetně malého smrštění při vytvrzení) a dalšími vlastnostmi typickými pro syntetické pryskyřice – dobrou tepelnou odolností (zvláště v porovnání s termoplasty) a tvrdostí.

## Výroba
Nejběžnější typy jsou produkty alkalické polykondenzace epichlorhydrinu a bisfenolu A. Molekulární poměry jednotlivých komponent ovlivňují molekulovou hmotnost a tím i užitné vlastnosti.

## Vytvrzení
Nevytvrzená epoxidová pryskyřice je viskózní lepkavá kapalina nebo křehká pevná látka (čím vyšší molekulová hmotnost, tím vyšší teplota tání), ve finálních výrobcích tak buď dochází k jejímu vytvrzení (například lepidla), nebo již vytvrzená je (kompozitní materiály). K vytvrzení dochází nejčastěji přidáním tzv. tvrdidla a to buď za pokojové, nebo zvýšené (až 200 °C) teploty. Jako tvrdidla se nejčastěji používají polyaminy (např. DETA), anhydridy polykarboxylových kyselin, polythioly nebo formaldehydové pryskyřice (fenolické, močovinové nebo malaminové).
Vytvrzení je chemická reakce, při které vznikají chemické vazby mezi jednotlivými molekulami. Takto zesíťovaný materiál je velmi tvrdý a chemicky i tepelně odolný, protože původní molekuly jsou prostorově vázány vzniklou sítí chemických vazeb.
Z hlediska chemického je vytvrzení reakcí, kterou umožňují přítomné epoxidové vazby: polymerací epoxidových skupin, polyadicí sloučenin s aktivním vodíkem na epoxidovou vazbu, nebo polykondenzace přítomných hydroxylových skupin.

## Použití
- Lepidla
- Zalévací a lisovací hmoty
- Pojivo kompozitních materiálů – například laminát
- Práškové barvy

## Druhy epoxidové pryskyřice
- Čirá epoxidová pryskyřice – pokud se pryskyřice nijak neprobarví, je v čirém provedení. Nádherně podtrhává kresbu dřeva či se do ní dají zalít různé dekorativní předměty. Zde je velmi důležité dbát na zmíněnou UV stabilitu
- Barevná průhledná pryskyřice – dle množství pigmentu můžeme dát pryskyřici jak lehký, tak sytější nádech jakékoliv barvy. Nejčastěji s k tomuto probarvování využívají alkoholové pigmenty. Opět je potřeba dbát na kvalitu těchto pigmentů. Nezřídka se stává, že i tento pigment časem začne měnit barvu.
- Metalická epoxidová pryskyřice – metalické pigmenty jsou poslední dobou velmi žádané. Opět se dá volit intenzita dle množství využitého metalického prášku. Zde je důležité volit metalický pigment s co nejmenšími částicemi (měřeno v mikronech). Čím jsou částice větší, tím budou při tvrdnutí pryskyřice více klesat ke dnu a nevytvoří tak úchvatné efekty. Pokud pracujeme s kvalitním metalickým pigmentem, dokáže se delší dobu vznášet v pryskyřici  a díky proudění pryskyřice (tzv. Brownův pohyb) začne vytvářet zmiňované efekty.
- Barevná neprůhledná pryskyřice – poslední kategorií jsou probarvené neprůhledné pryskyřice. Často jsou na tyto výrobky využívány pasty, které pryskyřici zneprůhlední a zbarví do vyžadované barvy.